# Комэск
«Комэск» — короткометражный художественный фильм, снятый режиссёром Геннадием Костюковым на Одесской киностудии в 1965 году.

## Сюжет
Даже после выхода на пенсию, бывшего командира эскадрильи никак не может отпустить тяга к выбранной им профессии. Он пользуется каждым удобным случаем, чтобы вновь побывать на небольшом аэродроме, где прошли его лучшие годы.
Как-то раз, через внучку, Петровича попросили срочно прибыть на аэродром. Водитель присланного за ним автомобиля рассказал, что молодой метеоролог Лида, категорически отказав вначале, всё-таки дала разрешение на вылет пилоту Цыганкову, которому не хватало двух полётных часов до выполнения нормы. Была непогода, самолёт попал в грозовой фронт. Пилот совершил вынужденную посадку, сел на просеке и погнул лопасть винта.
Командир отряда предложил комэску должность метеоролога, но старый лётчик, мечтавший о любой, связанной с небом работе, не может позволить себе воспользоваться этой ситуацией. У командира не было возможности быстро найти другого специалиста и, после первой вспышки гнева, он оставил девушку на прежнем месте.

## В ролях
- Николай Крючков — комэск Петрович
- Лора Ельчанинова — Зоя, его внучка
- Алла Демидова — Лидия Линяева, дежурный метеоролог
- Дмитрий Масанов — Роман Антонович, командир отряда
- Антонина Дмитриева — Зина, диспетчер аэропорта
- Вячеслав Шалевич — Саша Цыганков, пилот
- Геннадий Юхтин — Максим, пилот
- Радомир Василевский — зверолов
- Константин Смирнов — комсорг отряда
- Роман Хомятов — пилот
- Олег Фандера — пилот
- Игорь Стариков — пилот
- Людмила Платонова — стюардесса рейса Ленинград — Одесса
- К. Маринченко — Федотыч
- М. Бараболько — эпизод

## Съёмочная группа
- Авторы сценария: Владимир Валуцкий, Михаил Коршунов
- Режиссёр-постановщик: Геннадий Костюков
- Оператор-постановщик: Дмитрий Федоровский
- Композитор: Ю. Знатоков
- Художник-постановщик: Рубен Мурадян
- Режиссёр: Г. Чернышёва
- Звукооператор: Г. Конёнкин
- Художник по костюмам: Л. Толстых
- Художник-гримёр: В. Курносенко
- Ассистент по монтажу: Л. Кочержина
- Ассистент оператора: А. Ляшенко
- Ассистент художника: Б. Сапожников
- Редактор: И. Воробьёв
- Директор: М. Бараболько